# خورشیدگرفتگی ۵ ژانویه ۱۹۵۴
خورشیدگرفتگی ۵ ژانویه ۱۹۵۴ (به انگلیسی: Solar eclipse of January 5, 1954) یک خورشیدگرفتگی از نوع خورشیدگرفتگی حلقه‌ای است. این خورشیدگرفتگی در تاریخ ۵ ژانویه ۱۹۵۴ میلادی (‎۱۵ دی ۱۳۳۲ خورشیدی) روی داد که زمان اوج آن، ساعت ۲:۳۲:۰۱ به‌وقت ساعت هماهنگ جهانی بوده‌است. مدت زمان و طول این خورشیدگرفتگی ۱ دقیقه و ۴۲ ثانیه بود.